# Edificio de baja altura

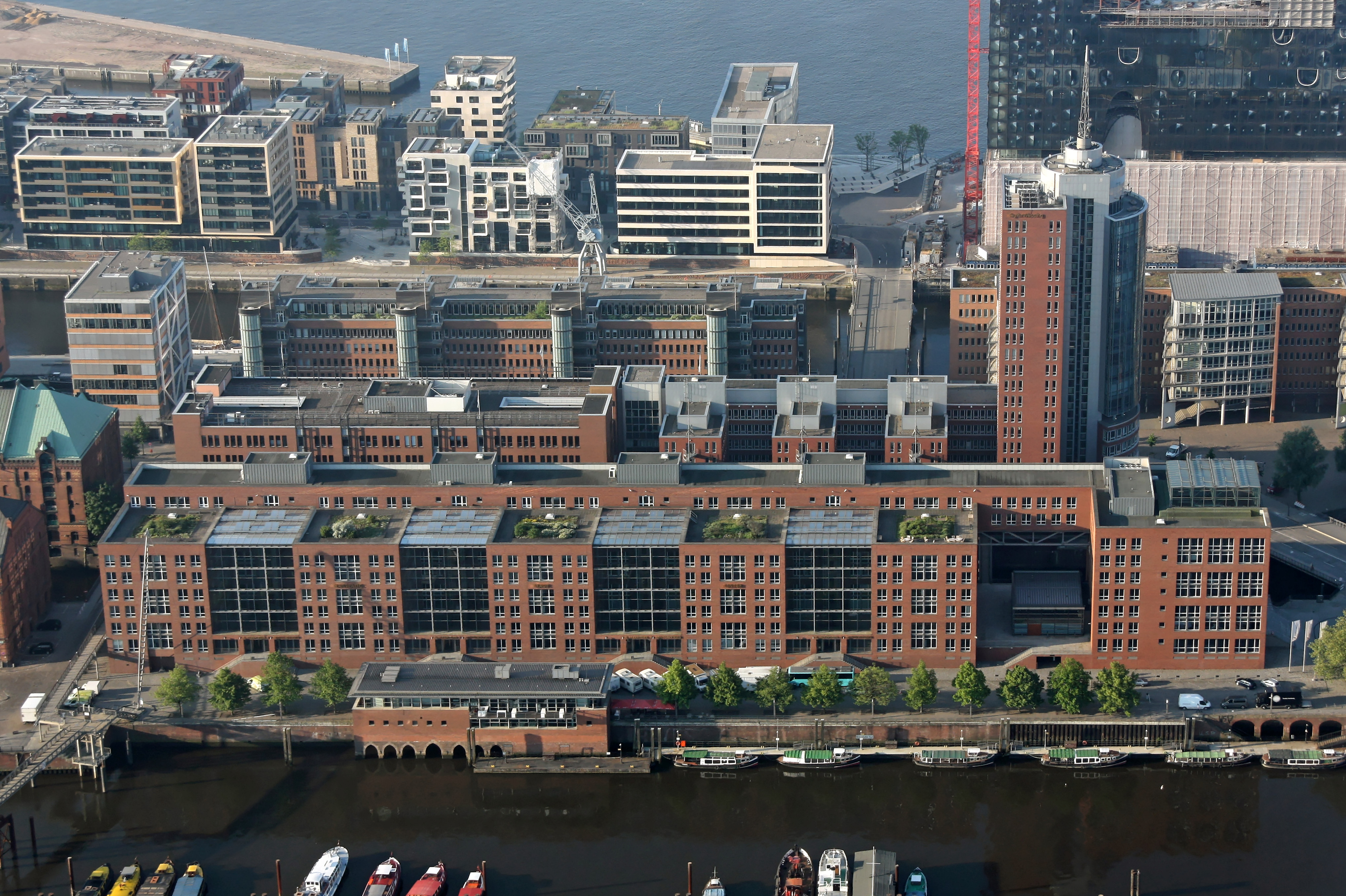
Edificios de poca altura en la ciudad de Hamburgo.

Un edificio de poca altura es un edificio que tiene solo unos pocos pisos de altura o cualquier edificio que sea más corto que un edificio de gran altura, aunque otros incluyen la clasificación de altura media.

## Definición
Emporis define un edificio bajo como "una estructura cerrada por debajo de 35 metros que se divide en niveles de piso regulares". La ciudad de Toronto define un edificio de media altura como un edificio de entre cuatro y doce pisos. También cuentan con ascensores y escaleras.

## Características
Los apartamentos de poca altura a veces ofrecen más privacidad y negociabilidad de alquiler y servicios públicos que los apartamentos de gran altura, aunque pueden tener menos comodidades y menos flexibilidad con los contratos de arrendamiento. Estas estructuras tienen varias ventajas como la reducción de riesgos en áreas altamente sísmicas o áreas cercanas a aeropuertos con alto tránsito aéreo, además es más fácil apagar incendios en edificios de poca altura.
Dentro de los Estados Unidos debido a las perspectivas legal-económica y modernista, los edificios bajos pueden verse en algunas ciudades como menos lujosos que los edificios altos, mientras que en Europa Occidental (por identidad histórica y razones legales) los edificios bajos tienden a ser más atractivos. Algunas empresas prefieren los edificios de poca altura debido a los costos más bajos y el espacio más utilizable. Tener a todos los empleados en un solo piso también puede aumentar la productividad laboral.